# Шлюп (моторный боевой корабль)

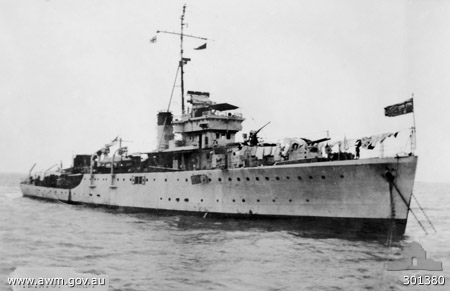
Шлюп «Суон» (HMAS Swan) типа Grimsby

Шлюп (боевой корабль моторный, класс) (англ. sloop) — появился в Англии во время Первой мировой войны. К шлюпам относили эскортные корабли, не предназначенные для действий в составе эскадры.
Позднее конвойные шлюпы (англ. escort sloop) были переклассифицированы в корветы, а минно-тральные шлюпы (англ. minesweeping sloop) — в тральщики. Шлюпы, строившиеся для «демонстрации флага» за пределами метрополии (англ. patrol sloop), влились во флота Британского содружества. В 1915−1938 годах было построено 112 конвойных и 198 минно-тральных шлюпов.
С началом Второй мировой войны у широко распространенных корветов выявился важный недостаток: ограниченная пригодность к океанской службе. В результате с 1939 года Англия стала строить новый класс — собственно шлюпы, обладавшие увеличенной мореходностью и обитаемостью.
Типичным представителями их были шлюпы типа «Блэк Суон». Исходный проект имел: водоизмещение 1250 т, длину 91 м, две паровые турбины мощностью 3600 л. с., максимальную скорость 19 уз, дальность плавания 7500 миль 12-узловым ходом, вооружение шесть 102-мм орудий и четыре 12,7-мм зенитных автомата, бомбомёты, глубинные бомбы.
Шлюпы строились в Англии до конца Второй мировой войны. Служили в британском, канадском (местной постройки), австралийском, южноафриканском, голландском и в индийском колониальном флотах, а также в голлистских силах (англ. Free French Navy). 4 шлюпа канадской постройки были переданы американскому флоту. Всего в 1939—1946 годах было построено 188 шлюпов двух типов. Тип «Ривер» (англ. River) был переклассифицирован во фрегат. Последний из них был отправлен на слом в 1959 г.
Сходные по назначению корабли в американском флоте классифицировались как эскортные эсминцы (англ. destroyer escorts), затем фрегаты, в советском — как сторожевые корабли.

## Наиболее известные шлюпы

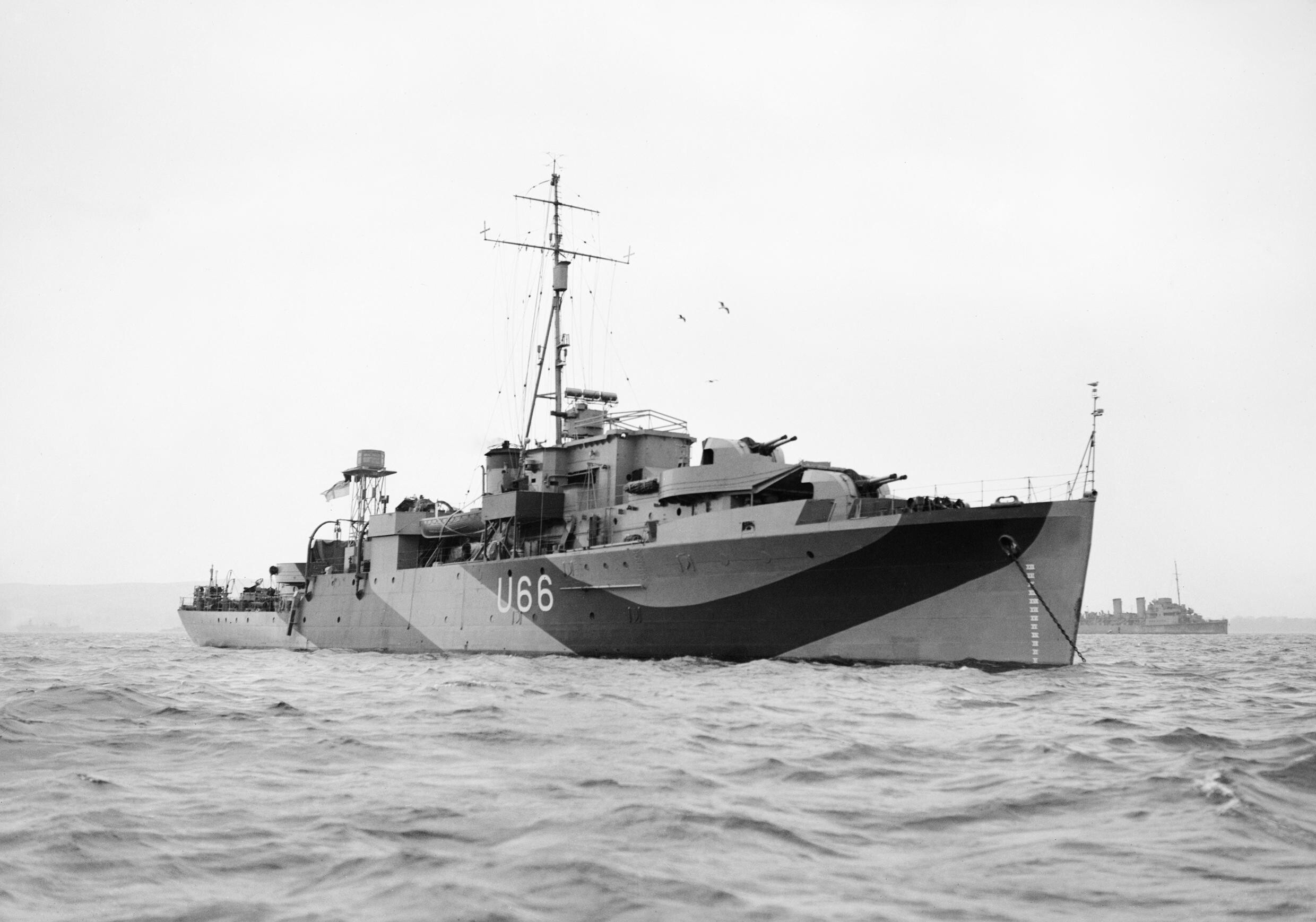
Шлюп «Старлинг» на рейде Гринока, март 1943

1. «Старлинг» (англ. HMS Starling) — шлюп типа «Модифицированный „Блэк Суон“». Флагманский корабль капитана «Джонни» Уокера (англ. F. J. Walker), командующего 2-й противолодочной группой Великобритании на Западных подходах (1942—1944 годы), создателя успешной противолодочной тактики. Под его командованием 2-я группа потопила 26 немецких подводных лодок (по другим сведениям — свыше 120). На счету «Старлинг» 15 из них (в том числе 12 совместно с другими кораблями или авиацией).

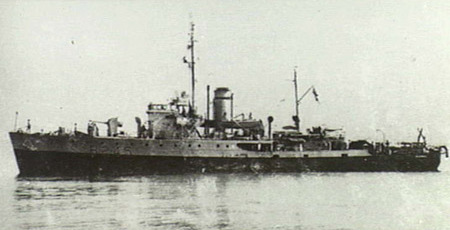
Шлюп HMAS Kalgoorlie типа «Батерст»

2. «Бенгал» (англ. HMIS Bengal) — минно-тральный шлюп индийского колониального флота, типа «Батерст». 11 ноября 1942 под командой лейтенант-коммандера Вилсона (W. J. Wilson), защищая конвоируемый танкер, принял бой, с двумя японскими рейдерами, превосходившими его как по вооружению (суммарно 16 140-мм орудий, 8 25-мм орудий, 8 12,7-мм пулемётов и 4 533-мм торпедных аппарата, против одного 76-мм, одного 40-мм, двух 20-мм орудий у «Бенгала» и одного 102-мм у танкера), так и по защите. Отразил нападение и сохранил, хотя и с потерями в людях, вверенный ему конвой. От полученных повреждений один из рейдеров позже затонул.
3. «Эгрет» — британский шлюп одноимённого типа, принимавший участие во Второй мировой войне. 27 августа 1943 года потоплен немецкой управляемой авиабомбой Hs 293, став самым первым кораблём, потопленным управляемыми авиабомбами.
4. «Аметист» — британский шлюп типа «Модифицированный „Блек Суон“». Стал известен благодаря Инциденту на Янзцы и судовому коту по кличке Саймон.